# Han Changhoon
Han changhoon es un escritor surcoreano.

## Biografía
Han Changhoon nació en 1963 en la ciudad portuaria de Yeosu, Corea del Sur. Se graduó en Desarrollo Regional en la Universidad Hannam. Debutó en la literatura en 1992 con "Un ancla", publicada en el periódico Daejeon Maeil.

## Obra
Los personajes de sus obras añoran en sus corazones el solitario paisaje marino: olas azul oscuro, playas desoladas barridas por el viento, manos de pescadores curtidas por el sol. Estas imágenes constituyen la idea de hogar para aquellos que llevan vidas tristes en el campo o en la periferia de las ciudades. Isla, vivo en el final del mundo son doce historias narradas por un hombre que vive solo en una isla. Tratan de una mujer que visita la isla en recuerdo de su amor perdido; de un viejo hombre perdido en el mar que va a la deriva hasta la isla de Jeju; de un marido maltratador que se reúne con su mujer que ha huido a la playa bajo la luz de la luna. En estas historias el mar no es solo el fondo, sino la manifestación de la vida que ofrece una nueva percepción del secreto de la existencia.
El autor evita ser sentencioso, a pesar de que sus obras exploran el sufrimiento de los no privilegiados. Con humildad y sensibilidad, descubre la belleza y las sutilezas psicológicas inherentes a cada situación y otorga a sus personajes optimismo y esperanza en la bondad de la naturaleza humana, con las que afrontan las dificultades de la vida.

## Premios
- Premio Literario Hankyoreh, 1998 (por su novela Mejillones)

## Obras en coreano (lista parcial)
Novelas
- Mejillones (홍합). Seoul: Hankyoreh Publishing, 1998. OCLC 40514015.
- Isla, vivo en el fin del mundo (섬, 나는 세상 끝을 산다). Seoul: Changbi Publishers, 2003. OCLC 51842553.
- Las dieciséis islas (2003) ISBN 9788971969823

Recopilaciones de relatos
- La razón de la belleza del mar (바다가 아름다운 이유). Seoul: Sol, 1996. OCLC 35171653.
- Miro a los pájaros que pasan (가던새본다). Seoul: Changbi Publishers, 1998. OCLC 40252114.
- La persona que fue hasta el fin del mundo (세상의 끝으로 간 사람). Seoul: Munhak Tongne, 2001. OCLC 50316272.[4]
- Cantemos a la juventud (2005) ISBN 8984311480
- A mí me gusta este lugar (2009) ISBN 9788954607612
- El país de las flores (2011) ISBN 9788954615761
- La historia de amor de ese hombre (2013) ISBN 9788954621724